# مشت‌زن (کتاب)
مشت‌زن کتابی از حسن موسوی است که در سال ۱۳۹۶ منتشر و در سال ۲۰۱۸ در فهرست کلاغ سفید قرار گرفت.